# Aquilia (cràter)
Aquília és un cràter sobre la superfície de (4) Vesta. Fa 36.82 km. de diàmetre; s'hi troba a les coordenades planetocèntriques de -45.92 ° latitud nord i 197.24 ° longitud est. El nom fa referència a Júlia Aquília Severa una verge vestal romana i va ser aprovat per la UAI el 28 de febrer de 2012.